# Accipítrids
Els accipítrids agrupen els rapinyaires diürns coneguts vulgarment amb el nom d'àguiles o àligues, esparvers, voltors, milans, etc.

## Descripció
- Totes les espècies tenen un bec robust amb un ganxo a la punta i una porció de pell nua (denominada cera) a la base.
- Els dits de les potes estan proveïts de grapes molt ben desenvolupades i corbades.
- El plomatge sol presentar colors apagats.
- Les ales són amples i adaptades al vol planat que moltes espècies practiquen.

## Reproducció
Nidifiquen en solitari o en colònies i comencen a incubar des de la posta del primer ou, com els ardèids, cosa que dona lloc a una diferenciació en l'eclosió i, per tant, en l'edat dels polls, els quals romanen molt de temps dins el niu.

## Distribució geogràfica
En pas se'n poden observar a les zones humides dels Països Catalans diverses espècies, de les quals, la més íntimament lligada a les zones de maresma és l'arpella vulgar (Circus aeruginosus).

## Llistat de gèneres
La biologia molecular moderna ha propiciat una reordenació de la classificació dels accipítrids, d'aquesta manera diversos treballs genètics, com ara el de Lerner et Mindell (2005) i altres, han donat peu a la ubicació de les diferents espècies en 9 subfamílies. Posteriorment, amb la filogènia dels estudis de Mindell et al. (2018), Starikov & Wink (2020), i Sangster et al. (2021) s'ha ampliat fins a 12 subfamílies. La classificació del Congrés Ornitològic Internacional (versió 12.2, juliol 2022) contempla, dins aquesta família, 70 gèneres, amb 255 espècies:
- Subfamília Elaninae:
  - Gènere Gampsonyx, amb una espècie: Elani perlat.
  - Gènere Chelictinia, amb una espècie: Elani cuaforcat.
  - Gènere Elanus, amb 4 espècies.
- Subfamília Gypaetinae:
  - Gènere Polyboroides, amb dues espècies.
  - Gènere Gypohierax, amb una espècie: Voltor de les palmeres.
  - Gènere Neophron, amb una espècie: Aufrany.
  - Gènere Gypaetus, amb una espècie: Trencalòs.
- Subfamília Perninae:
  - Gènere Eutriorchis, amb una espècie: Serpentari de Madagascar.
  - Gènere Leptodon, amb dues espècies.
  - Gènere Chondrohierax, amb dues espècies.
  - Gènere Elanoides, amb una espècie: Esparver cuaforcat.
  - Gènere Pernis, amb 4 espècies.
  - Gènere Aviceda, amb 5 espècies.
  - Gènere Hamirostra, amb una espècie: Milà pitnegre.
  - Gènere Lophoictinia, amb una espècie: Milà cuaquadrat.
  - Gènere Henicopernis, amb dues espècies.
- Subfamília Circaetinae:
  - Gènere Spilornis, amb 6 espècies.
  - Gènere Pithecophaga, amb una espècie: Àguila menjamones de les Filipines.
  - Gènere Terathopius, amb una espècie: Àguila batallaire.
  - Gènere Circaetus, amb 6 espècies.
  - Gènere Dryotriorchis, amb una espècie: Serpentari del Congo.
- Subfamília Gypinae o Aegypiinae:
  - Gènere Sarcogyps, amb una espècie: Voltor cap-roig.
  - Gènere Trigonoceps, amb una espècie: Voltor capblanc.
  - Gènere Torgos, amb una espècie: Voltor torgos.
  - Gènere Aegypius, amb una espècie: Voltor negre.
  - Gènere Necrosyrtes, amb una espècie: Aufrany fosc.
  - Gènere Gyps, amb 8 espècies.
- Subfamília Harpiinae:
  - Gènere Macheiramphus, amb una espècie: Milà dels ratpenats.
  - Gènere Harpyopsis, amb una espècie: Àguila de Nova Guinea.
  - Gènere Morphnus, amb una espècie: Harpia petita.
  - Gènere Harpia, amb una espècie: Harpia.
- Subfamília Aquilinae:
  - Gènere Stephanoaetus, amb una espècie: Àguila coronada.
  - Gènere Nisaetus, amb 10 espècies.
  - Gènere Spizaetus, amb 4 espècies.
  - Gènere Lophotriorchis, amb una espècie: Àguila ventrevermella.
  - Gènere Polemaetus, amb una espècie: Àguila marcial.
  - Gènere Lophaetus, amb una espècie: Àguila emplomallada.
  - Gènere Ictinaetus, amb una espècie: Àguila negra.
  - Gènere Clanga, amb 3 espècies.
  - Gènere Hieraaetus, amb 5 espècies.
  - Gènere Aquila, amb 11 espècies.
- Subfamília Harpaginae:
  - Gènere Microspizias, amb dues espècies.
  - Gènere Kaupifalco, amb una espècie: Astor llagoster.
  - Gènere Harpagus, amb dues espècies.
- Subfamília Melieraxinae:
  - Gènere Micronisus, amb una espècie: Astor gabar.
  - Gènere Melierax, amb 3 espècies.
  - Gènere Urotriorchis, amb una espècie: Astor cuallarg.
- Subfamília Accipitrinae:
  - Gènere Erythrotriorchis, amb dues espècies.
  - Gènere Megatriorchis, amb una espècie: Astor de Doria.
  - Gènere Accipiter, amb 49 espècies.
- Subfamília Circinae:
  - Gènere Circus, amb 16 espècies.
- Subfamília Buteoninae:
  - Tribu Milvini:
  - Gènere Milvus, amb tres espècies.
  - Gènere Haliastur, amb dues espècies.
  - Gènere Haliaeetus, amb 10 espècies.
  - Tribu Buteonini:
  - Gènere Butastur, amb 4 espècies.
  - Gènere Ictinia, amb dues espècies.
  - Gènere Busarellus, amb una espècie: Aligot de collar negre.
  - Gènere Rostrhamus, amb una espècie: Caragoler comú.
  - Gènere Helicolestes, amb una espècie: Caragoler negre.
  - Gènere Geranospiza, amb una espècie: Aligot camallarg.
  - Gènere Cryptoleucopteryx, amb una espècie: Aligot plumbi.
  - Gènere Buteogallus, amb 9 espècies.
  - Gènere Morphnarchus, amb una espècie: Aligot barrat.
  - Gènere Rupornis, amb una espècie: Aligot becgròs.
  - Gènere Parabuteo, amb 2 espècies.
  - Gènere Geranoaetus, amb 3 espècies.
  - Gènere Pseudastur, amb 3 espècies.
  - Gènere Leucopternis, amb 3 espècies.
  - Gènere Bermuteo, amb una espècie extinta: Aligot de les Bermudes.
  - Gènere Buteo, amb 28 espècies.